# Mirah
Mirah Yom Tov Zeitlyn, conosciuta semplicemente come Mirah (Filadelfia, 17 settembre 1974), è una cantautrice e musicista statunitense.

## Biografia
Nata a Bala Cynwyd, un sobborgo di Philadelphia, da genitori di origine ebraica, Mirah "Yom Tov" Zeitlyn ("Yom Tov" in ebraico significa "giorno buono") cresce in una famiglia votata all'arte (la sorella è attrice e i genitori artisti). Dopo una breve partecipazione al programma televisivo Double Dare Nickelodeon Game Show, si è dedicata alle diverse forme dell'arte, soprattutto al canto e al cinema. All'età di 18 anni si trasferisce nello Stato di Washington per studiare alla Evergreen State College. Dopo un anno trascorso in Norvegia, ritorna vogliosa di vivere e lavorare solo di musica. Il suo debutto avviene con l'EP Storageland (1997). Lascia la jazz-band in cui è cresciuta e forma un gruppo riot grrrl chiamato The Drivers. Il gruppo non ottiene molto successo, ma Mirah inizia a farsi conoscere.
La prima etichetta a contattarla è la YoYo Recordings, con cui licenzierà un EP di cover. Grazie a questi primi lavori viene contattata da Phil Elverum (cantautore e produttore discografico statunitense, noto per i suoi progetti musicali The Microphones e Mount Eerie), che la invita a registrare nel suo studio. Il sodalizio artistico con Elverum durerà molti anni. Nel 2000 pubblica il suo album di debutto, You Think It's Like This but Really It's Like This (K Records). Il disco viene registrato in stile lo-fi e contiene diverse influenze (musica d'autore, jazz, ma anche minimalismo e folk).
Appena un anno dopo (2001) viene pubblicato Advisory Committee, un album dalle sonorità più disinvolte e con l'inserimento di qualche elettrificazione. È con questo album che Mirah si afferma all'interno del panorama indipendente americano.
Mirah però non si ferma qui e avvia una serie di progetti che la portano a soddisfare il suo desiderio di sperimentare. Dopo aver parlato con Pat Maley (YoYo Recordings), realizza con la piccola Black Cat Orchestra di Seattle l'album To All We Stretch the Open Arm, registrato all'inizio del 2003 e pubblicato nel 2004. Si tratta di una compilation di cover di canzoni pacifiste, pubblicata proprio mentre gli Stati Uniti intraprendono la guerra in Iraq. Sempre nel 2003 ha pubblicato l'album Songs From the Black Mountain Music Project (K Records), che consiste in una collaborazione con l'amica designer e cantante Ginger Brooks Takahashi realizzata proprio nella cittadina di Black Mountain (Carolina del Nord) citata nel titolo.
Dopo queste esperienze parallele, ritorna con il suo terzo album ufficiale da solista nel 2004, anno in cui pubblica C'mon Miracle, registrato nell'arco di tre mesi a Olympia, dove sia Mirah che Elverum abitavano. Due brani sono stati registrati in Argentina con Bryce Panic.
C'mon Miracle è l'album più conosciuto di Mirah e contiene tracce di punk, pop cantautorale e musica latino-americana (influenza del viaggio in Argentina).
Nel 2006 pubblica Joyride Remixes, un doppio CD di rivisitazioni e remix. Al progetto partecipano The Blow, YACHT, Phil Elverum (come Mount Eerie) e Anna Oxygen. Ritorna a collaborare con la Black Cat Orchestra (che questa volta si muove dietro il nome Spectratone International) in Share This Place: Stories and Observations (2007), lavoro discografico ispirato agli studi sugli insetti effettuati da Jean Henri Fabre. L'album è stato missato da Steve Fisk e risulta difficilmente classificabile da un punto di vista stilistico.
Nel 2009 viene pubblicato (a)spera. In questo album è presente l'utilizzo di una variegata serie di strumenti (banjo, violino, violoncello, tromba, flauto, tuba, fino alla kora).
Un'altra collaborazione per Mirah avviene con Thao Nguyen ("frontwoman" dei Get Down Stay Down), col quale realizza e pubblica l'album Thao + Mirah (2011), contenente canzoni prodotte da Merrill Garbus (tUnE-yArDs) e registrate a San Francisco.

## Discografia

### Album
- 2000 - You Think It's Like This but Really It's Like This
- 2001 - Advisory Committee
- 2003 - Songs from the Black Mountain Music Project (con Ginger Brooks Takahashi)
- 2004 - To All We Stretch the Open Arm (con Black Cat Orchestra)
- 2004 - C'mon Miracle
- 2007 - Share This Place: Stories and Observations (con Spectratone International)
- 2009 - (a)spera
- 2011 - Thao + Mirah (con Thao Nguyen)

### EP
- 1997 - Storageland
- 1999 - Parts of Human Desire EP
- 2001 - Small Sale EP
- 2002 - Cold Cold Water EP

### Remix
- 2006 - Joyride: Remixes